# 엔가와

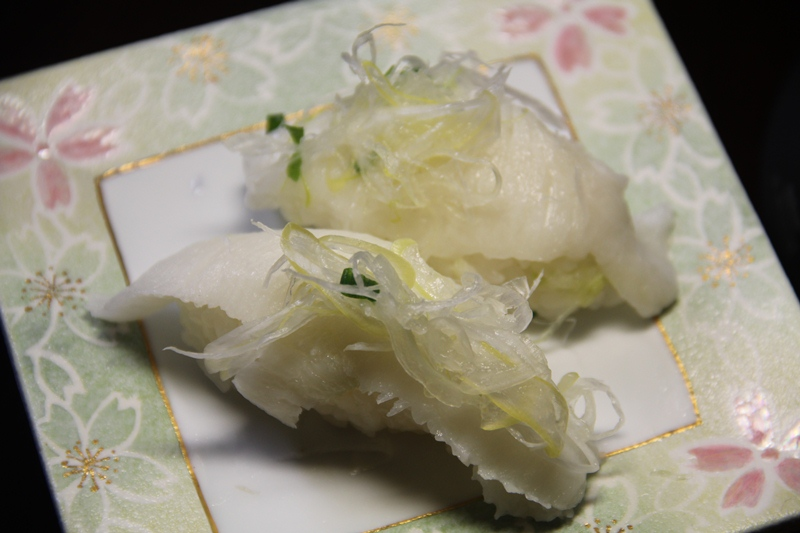
엔가와의 초밥

엔가와 (직역: 툇마루, 縁側, えんがわ)는 물고기 부위의 일본어 통칭으로 사시미나 초밥의 재료 중 하나다. 그중 넙치, 가자미의 지느러미를 움직이기 위한 근육의 부위를 말하며 오독오독한 감촉이 있어 감칠맛을 돋게 한다. 이 재료의 형태가 일본 가옥의 툇마루와 비슷한 모양이 있기 때문에 속어로 그렇게 불린다. 
같은 부위의 뼈를 포함하여 '엔가와'라고 부르기도 한다. 해부학적으로는 담기골(어류의 지느러미를 지탱하는 골격)이다. 

## 같이 보기
- 초밥
- 넙치
- 가자미
- 툇마루